# Chrysopa nigricornis
Chrysopa nigricornis is een insect uit de familie van de gaasvliegen (Chrysopidae), die tot de orde netvleugeligen (Neuroptera) behoort. 
Chrysopa nigricornis is voor het eerst wetenschappelijk beschreven door Burmeister in 1839.